# Монтажний пояс

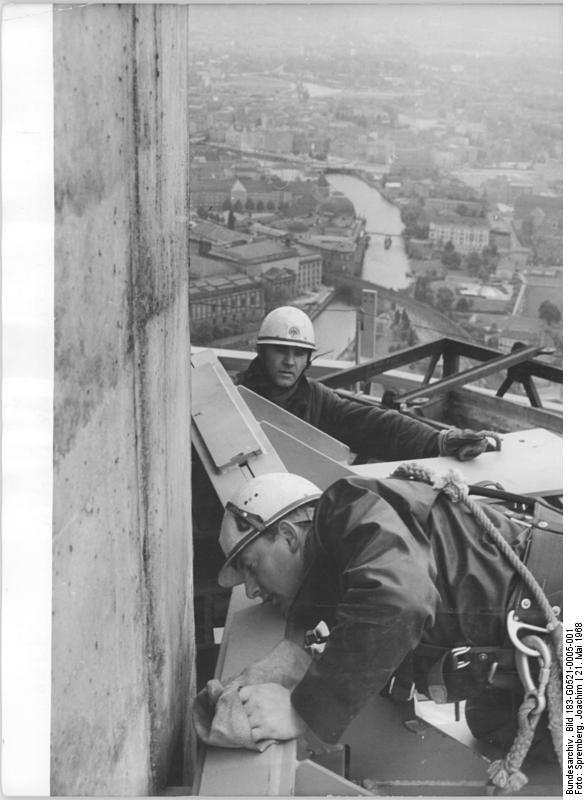
Монтажний пояс у вигляді троса

Монта́жний по́яс (пояс запобіжний безлямковий) — пристосування для утримання працівника-монтажника на висоті з міркувань безпеки, щоб усунути можливість зірвання, падіння й ушкодження чи забиття працівника. 
Призначений для уможливлення безпеки робіт на висоті, в тому числі під час виконання будівельно-монтажних робіт, на повітряних лініях електропередавання, зв'язку і радіофікації, на електричних та атомних електростанціях, розподільних пристроях, контактних мережах, інших енергетичних і висотних спорудах як засіб особистого захисту від падіння з висоти. Цей пристрій застосовується у разі виконання робіт на висоті, де нема загрози пошкодження стропа, а також, коли строп повинен бути з ізоляційного матеріалу. Строп має регулювальну планку. 
Приблизні технічні характеристики
| Відповідність стандартам       | ГОСТ Р ЕН 358—2008, ТУ 8786-003-50338810-2003 |
| Розмір (довжина пояса)         | від 740 до 1440 мм (640—1500 мм ) |
| Опис                           | безлямкова тримальна система для виконання завдань утримання і підтримки на певній висоті (не менш 3 м), разом із запобіганням вільного падіння. Не застосовується з метою страхування від падіння з висоти. |
| Пояс                           | два бічних D-кільця |
| Вага                           | 1,1 кг |
| Статичне розривне навантаження | 1 500 кгс (15000 Н) |
| Строп                          | поліамідна стрічка |

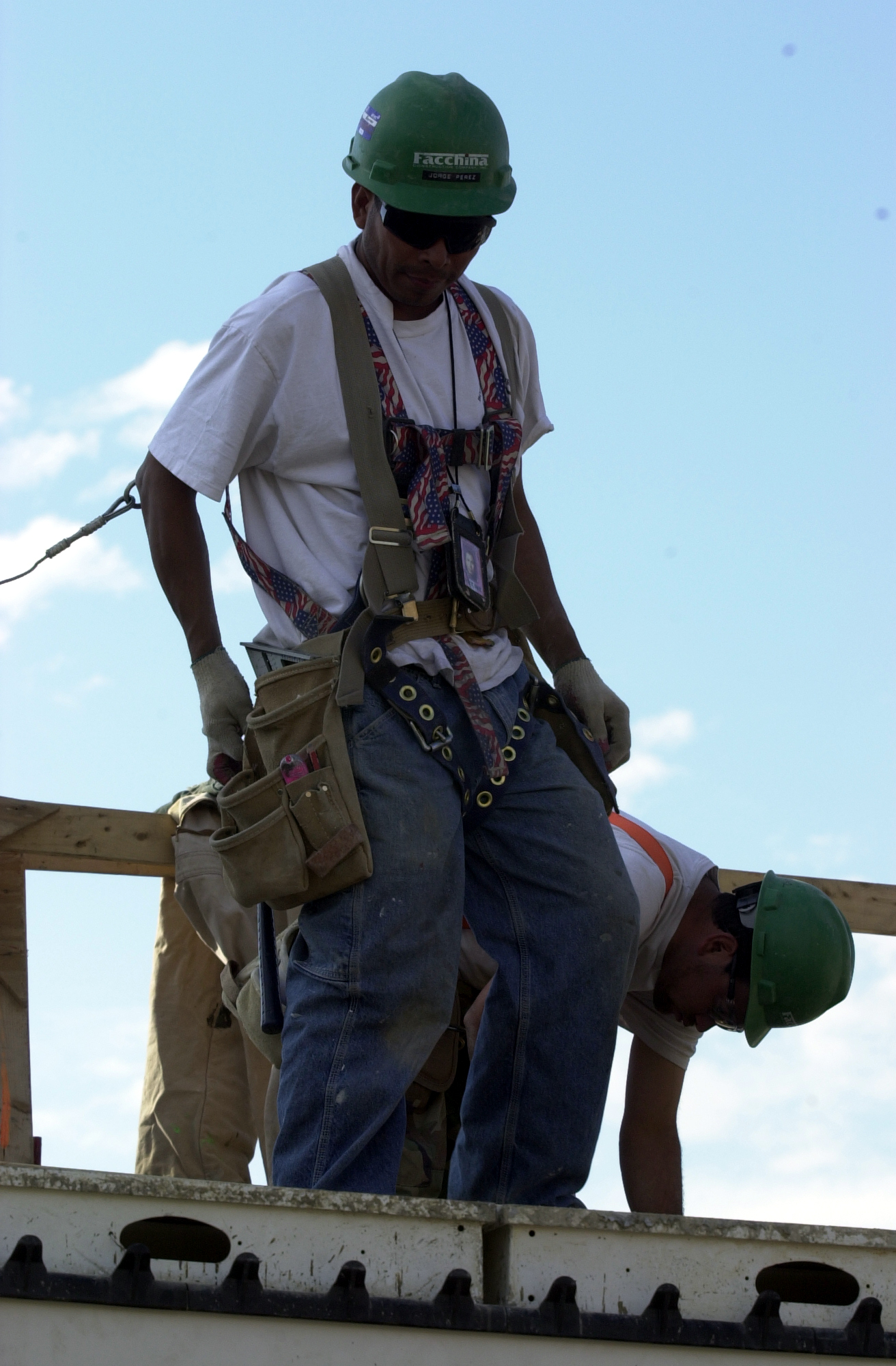
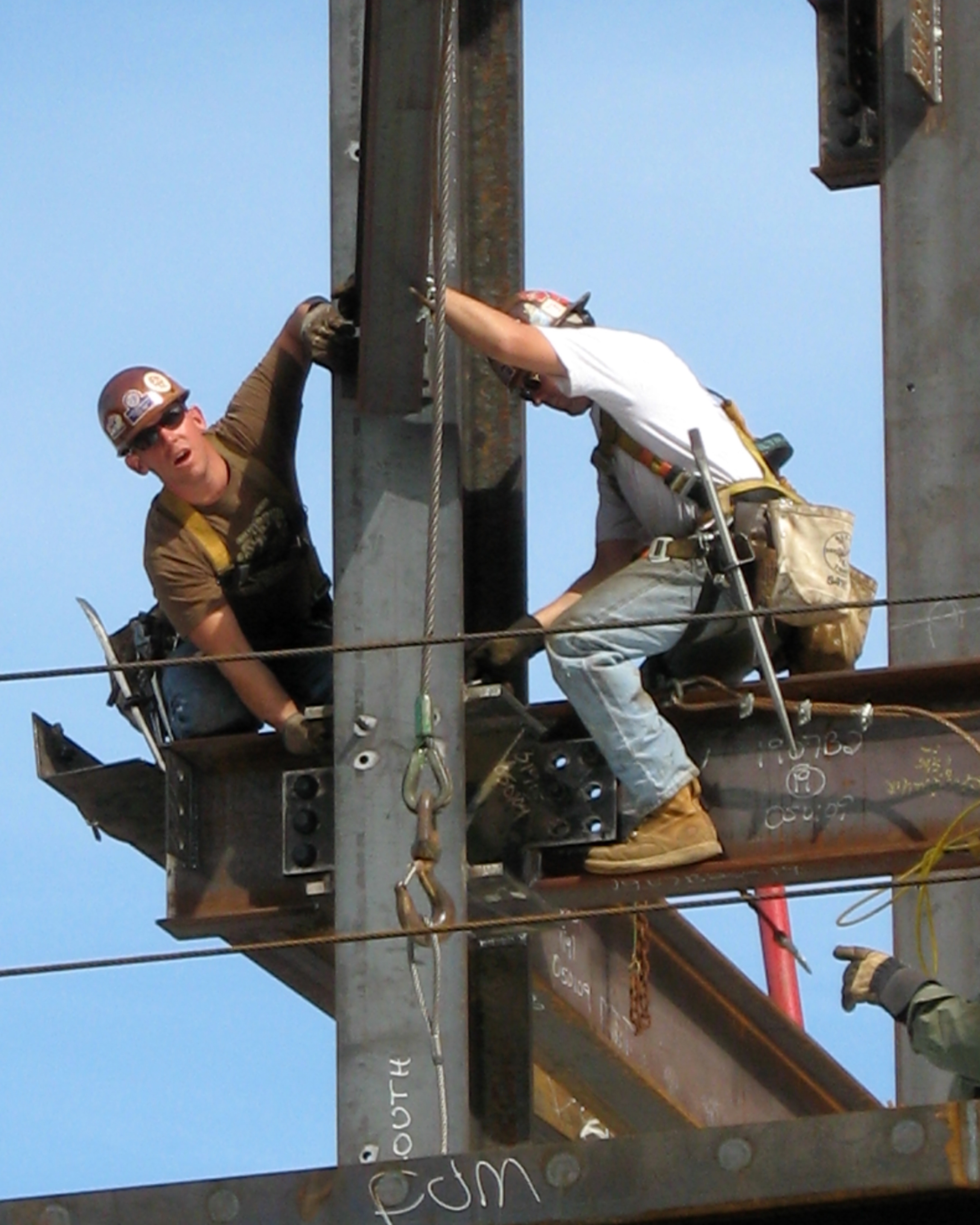
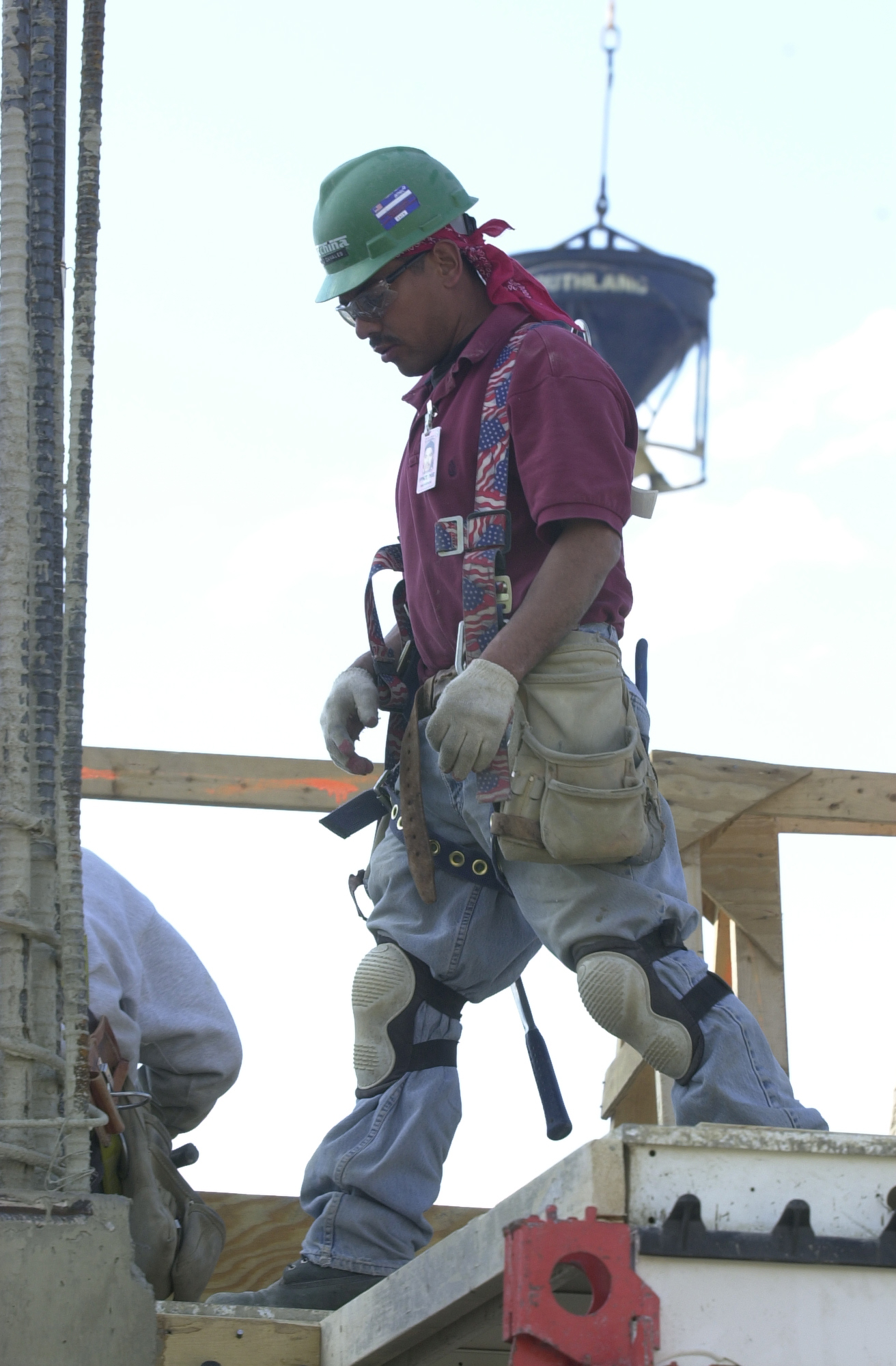
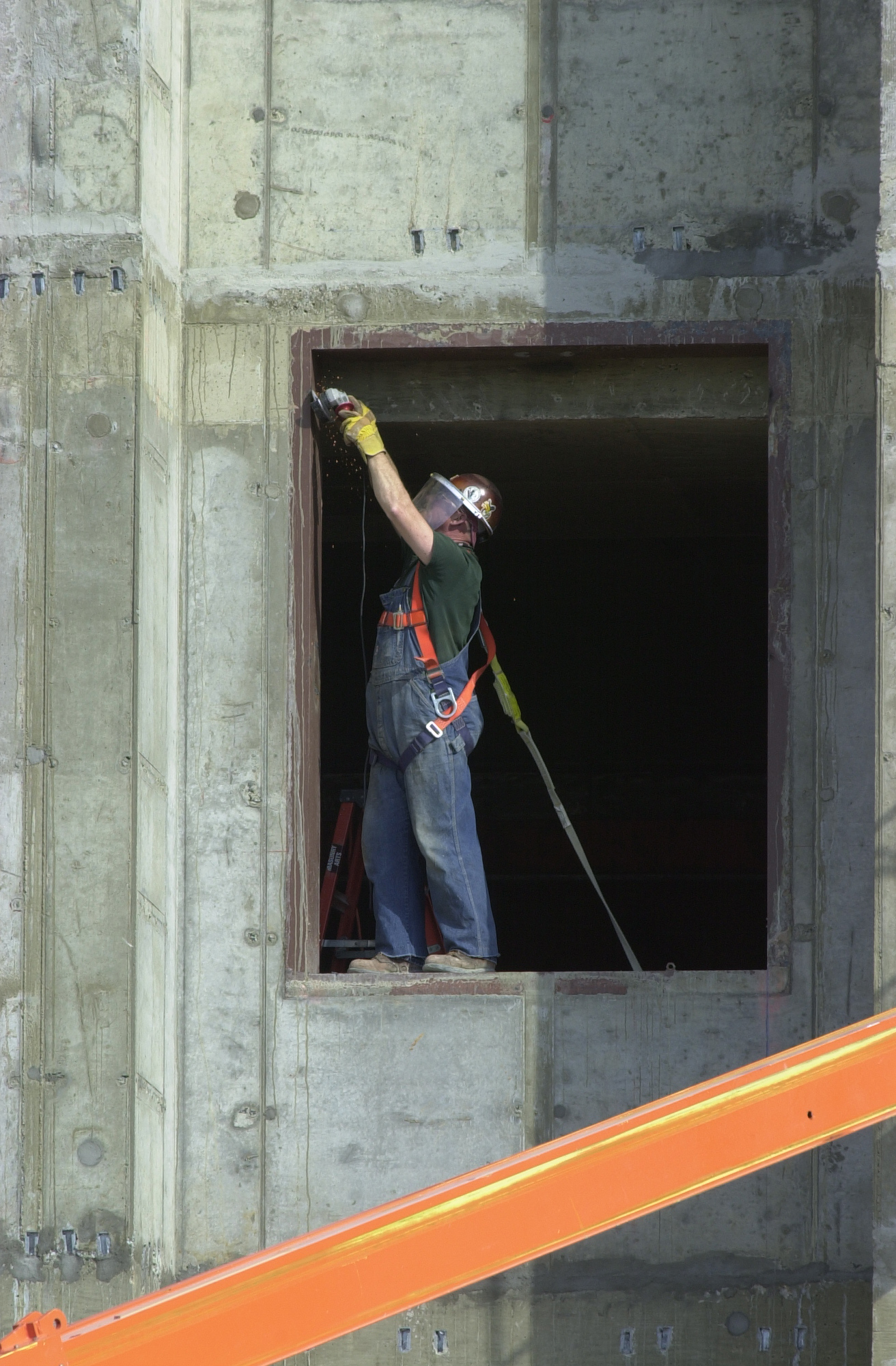
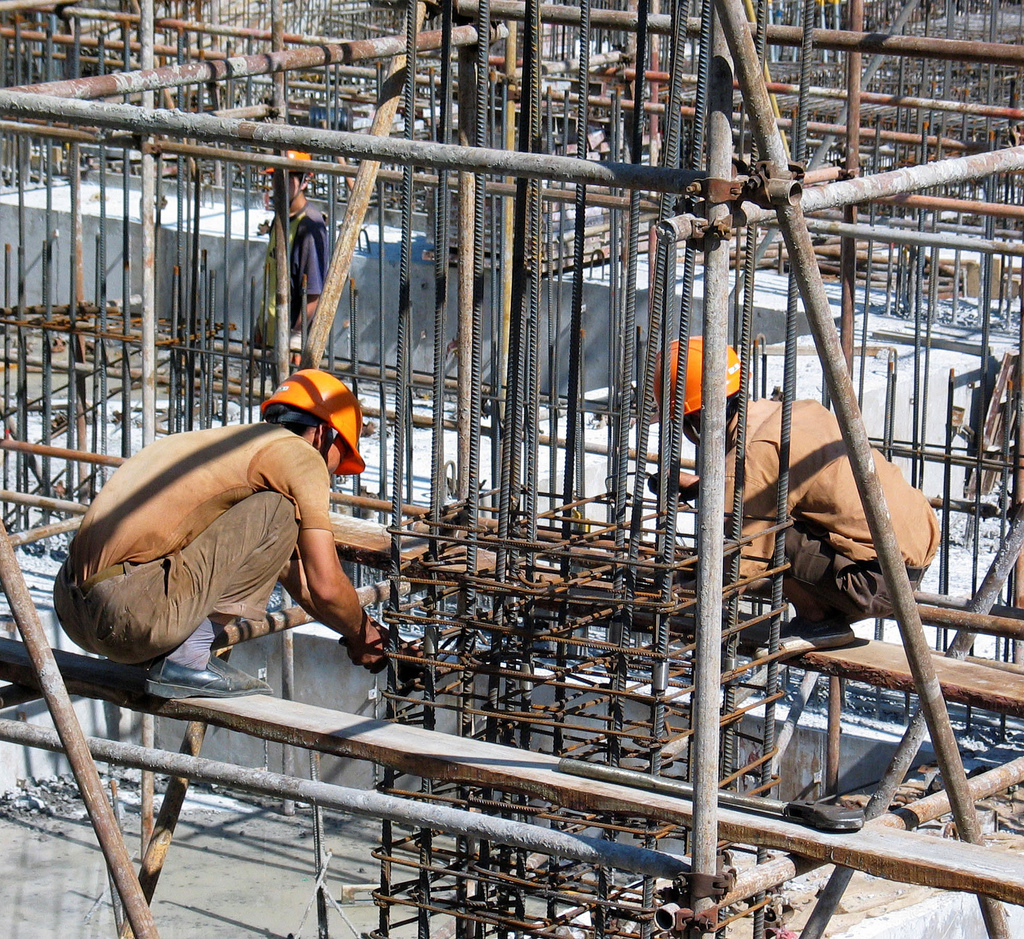
робота на будові у Китаї без поясів